# Torneo de Marsella 2015
La Open 13 2015 es un torneo de tenis que pertenece a la ATP en la categoría de ATP World Tour 250. Se disputará del 16 al 22 de febrero de 2015.

## Distribución de puntos
| Modalidad            | Campeón | Finalista | Semifinales | Cuartos de final | 2ª ronda | 1ª ronda | Clasificados | 2ª ronda de clasificación | 1ª ronda de clasificación |
| Individual masculino | 250     | 165       | 100         | 50               | 25       | 0        | 13           | 7                         | 0                         |
| Dobles masculino     | 250     | 150       | 90          | 45               | 20       | 0        | -            | -                         | -                         |

## Cabeza de serie

### Individuales masculinos
| Tenista               | Ranking | Preclasificado |
| Milos Raonic          | 6       | 1              |
| Stan Wawrinka         | 8       | 2              |
| Ernests Gulbis        | 13      | 3              |
| Roberto Bautista Agut | 16      | 4              |
| Gilles Simon          | 19      | 5              |
| David Goffin          | 20      | 6              |
| Lukáš Rosol           | 29      | 7              |
| Jérémy Chardy         | 34      | 8              |

- Ranking del 9 de febrero de 2015

### Dobles masculinos
| Tenista                             | Ranking | Preclasificado |
| Pierre-Hugues Herbert Nicolas Mahut | 47      | 1              |
| Marin Draganja Henri Kontinen       | 72      | 2              |
| Jamie Murray John Peers             | 73      | 3              |
| Andre Begemann Robin Haase          | 100     | 4              |

## Campeones

### Individuales masculinos
Gilles Simon venció a  Gaël Monfils por 4-6, 6-1, 7-6(4)

### Dobles masculinos
Marin Draganja /  Henri Kontinen vencieron a  Colin Fleming /  Jonathan Marray por 6-4, 3-6, [10-8]